# Joueur du Grenier
Pour les articles homonymes, voir JDG.
Joueur du Grenier  (/ʒwœʁ dy gʁə.nje/), communément abrégé en « JDG », est une émission humoristique de tests de jeux vidéo rétro, diffusée sur YouTube depuis le 29 septembre 2009 et détenue par la société JDG Prod, basée à Fougères.
Le « Joueur du Grenier » est également le nom du personnage mis en scène face à la caméra par l'émission du même nom, interprété par le vidéaste Frédéric Molas, dit Fred, accompagné de Sébastien Rassiat, dit Seb, tous deux co-créateurs de l'émission.
L'émission Joueur du Grenier donne lieu à plusieurs séries et projets annexes, tels que l'émission dérivée Papy Grenier ou la chaîne secondaire Bazar du Grenier qui diffuse notamment du Let's Play. De plus, l'émission voit paraître depuis 2010 de nombreux hors-séries où le Joueur du Grenier parle d'autres sujets touchant à l'audiovisuel (dessins animés, séries télévisées, publicités…). Elle implique plusieurs collaborateurs intervenants à fréquences variables, dont Karim Debbache sur l'écriture (créateur de Crossed et Chroma) et Nico en qualité d'ingénieur du son.
Depuis 2020, Frédéric Molas anime aussi une chaîne de stream sur Twitch, nommée Joueur_du_Grenier. Sébastien Rassiat anime également depuis 2022 une chaîne Twitch nommée SebJDG.

## Concept
Le titre de la série, Joueur du Grenier, ramène à l’idée de ressortir les vieux jeux archivés. L’émission exploite le même concept populaire que l’Angry Video Game Nerd américain, à savoir la critique de jeux vidéo datant des années 1980, 1990 et 2000, le plus souvent jugés mauvais, tout en l'adaptant. Alors que Frédéric Molas juge que l'humour de l'AVGN s'appuie d'abord sur la vulgarité, voire sur les blagues scatologiques, il revendique un humour plus absurde. En outre, il affirme avoir été le premier sur YouTube à mettre en scène des critiques de jeux vidéo. En effet, selon Frédéric Molas, les chaînes YouTube francophones de jeux vidéo ne proposaient en 2009 que du let's play.
Le « Joueur du Grenier » est le personnage de la série mis en scène face à la caméra: Il réalise la plupart du temps les tests sur son canapé et les commente au spectateur. Pendant l'émission, il porte toujours une chemise jaune à palmiers verts, qui le rend reconnaissable, et dont il possède plusieurs exemplaires pour limiter leur usure et faire face à toute éventualité pendant les tournages. Dans les premiers épisodes, Sébastien n'apparaît pas, s'occupant du tournage ou faisant des commentaires hors champ, avant de jouer une grande partie des personnages secondaires dans les épisodes suivants. Avec le temps, de nombreux Youtubeurs apparaissent comme figurants (Usul, Benzaie, Bob Lennon, Antoine Daniel, Mathieu Sommet), y compris l'humoriste internet américain Doug Walker (The Nostalgia Critic) et même James Rolfe, l'Angry Video Game Nerd lui-même, pour l'épisode des 11 ans de la série.
En 2012, dans un entretien donné au magazine Kultur Pop, Frédéric Molas estime que 365 à 370 heures sont nécessaires pour réaliser un épisode lambda de l'émission Joueur du Grenier, soit environ trois semaines de travail pour une vidéo de 15 minutes. La première et la deuxième semaine sont consacrés à la recherche de sujets de test et au test du jeu sélectionné. Si à leurs débuts, Frédéric Molas et Sébastien Rassiat écrivaient le script après avoir réalisé le test du jeu, en 2012, ils rédigent le scénario de l'épisode pendant qu'ils testent le jeu sélectionné. Le tournage et le montage de l'émission sont effectués lors de la troisième semaine de travail. Au fil du temps, l'émission Joueur du Grenier a bénéficié d'une inflation de moyens humains et financiers : alors qu'en 2009, l'émission ne disposait d'aucun budget, en 2024, Frédéric Molas juge que le coût d'un épisode lambda peut s'élever jusqu'à 10 000 euros,, tandis que le budget de la vidéo anniversaire des 11 ans de la chaîne YouTube a été établi entre 110 000 et 120 000 euros. La durée de réalisation et de production d'un épisode de l'émission Joueur du Grenier s'est ainsi considérablement allongée : en 2020, le tournage de l'épisode anniversaire des dix ans de l'émission a duré trois semaines, mobilisant 25 personnes dans l’équipe technique, quatre comédiens professionnels et une centaine de figurants, et le montage, près de deux mois,. En 2022, Frédéric Molas estime qu'un mois et demi voire deux mois de travail sont nécessaires pour la réalisation et la production d'un épisode lambda. Enfin, l'équipe régulière Joueur du Grenier s'est étoffée et professionnalisée, passant de deux personnes travaillant à plein temps pour la chaîne, à cinq en 2020, plus un renfort ponctuel, puis à six personnes en 2024.

## Histoire

### Avant l'émission (1982–2009)
Frédéric Molas, né le 26 novembre 1982 à Perpignan, est passionné de jeux vidéo depuis l'âge de 7 ans, particulièrement de la Mega Drive, qu'il dit être sa console préférée. Après son baccalauréat obtenu au lycée privé Notre-Dame de Bon Secours, il obtient un brevet de technicien supérieur (BTS) communication des entreprises qui lui permet de continuer dans une licence multimédia. Il commence à s'intéresser à la vidéo en réalisant des machinimas, pendant qu'il effectue en parallèle une formation à l'Institut de développement et enseignement multimédia, où il rencontre Sébastien Rassiat, né le 12 octobre 1982.

### Création et débuts (2009–2012)

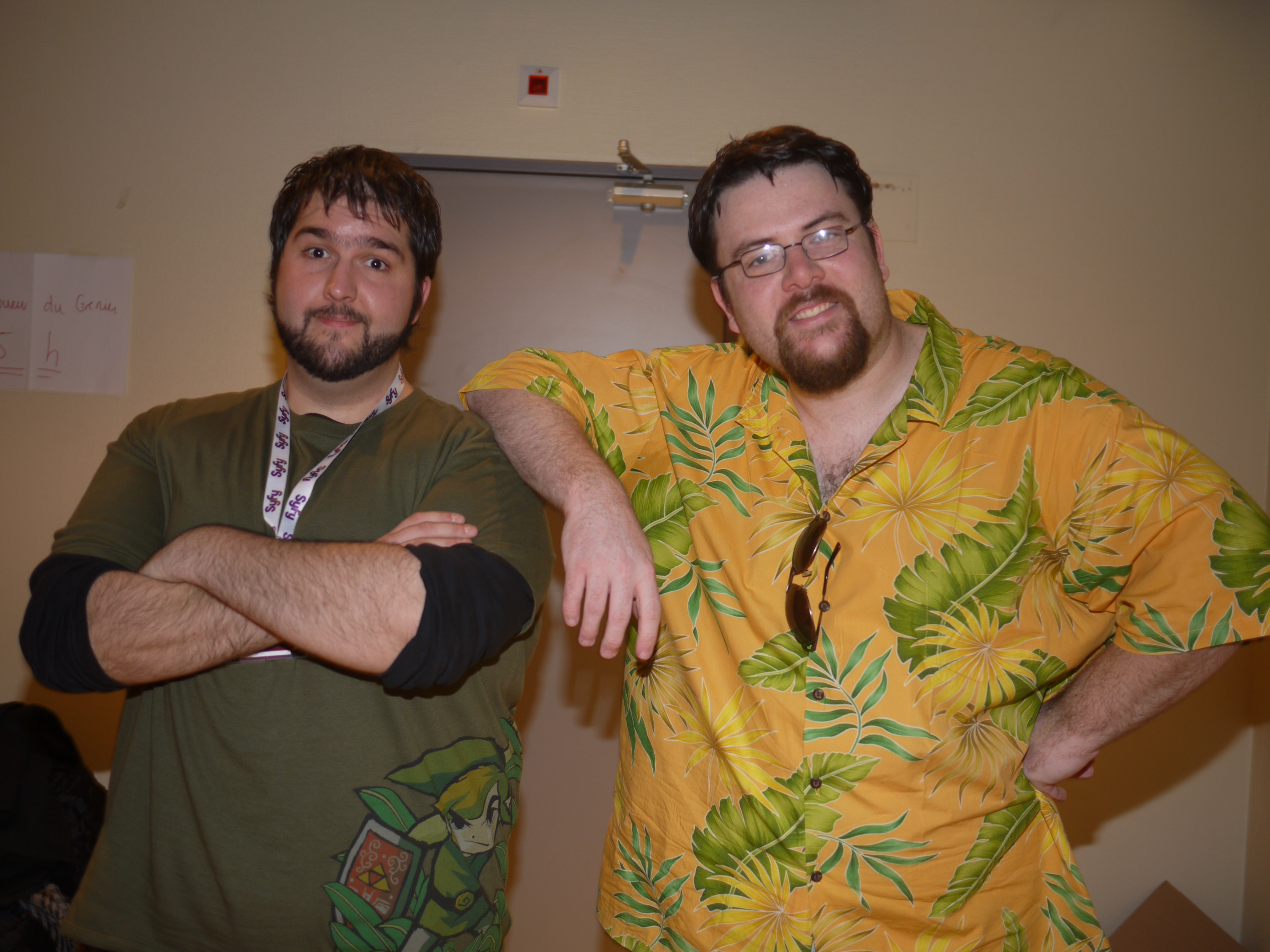
Sébastien Rassiat et Frédéric Molas au Toulouse Game Show en 2010, au début de leur carrière.

Frédéric et Sébastien créent ensemble une association pour réaliser des vidéos institutionnelles, travaillant bénévolement pendant un an, avant de recevoir un petit salaire. Au début de leur chômage, pensant que leur association ne durerait que quelques mois de plus, ils créent Joueur du grenier en septembre 2009, pour s'amuser,,. L'émission devait à l'origine s'appeler Big Review, un clin d'œil au morceau Big Bisou du chanteur Carlos, sorti en 1977, la chemise hawaïenne faisant ainsi également référence à celle que portait le chanteur. Les rôles respectifs des deux auteurs n'étaient pas définis à l'avance, et se sont finalement décidés au dernier moment. Insatisfaits de ce premier jet, ils décident de créer l'émission Joueur du grenier sur le même concept que la série de vidéos américaine The Angry Video Game Nerd de James Rolfe, qui connaît alors un large succès,. Reconnaissant que leurs deux premières vidéos étaient à la limite du plagiat, Frédéric Molas souligne néanmoins qu'ils trouvent par la suite leur propre identité, notamment avec le personnage original du Joueur du Grenier,.
L'épisode consacré à Dragon Ball sur NES est le premier à dépasser le million de vues, participant à construire la célébrité de la chaîne Youtube.
Entre le 16 mai et le 6 juin 2012, Frédéric Molas et Sébastien Rassiat réalisent quatre courtes vidéos de présentation humoristiques du jeu vidéo Dragon's Dogma, à la demande de Capcom.

### Départ à Fougères et suites (2012–2018)

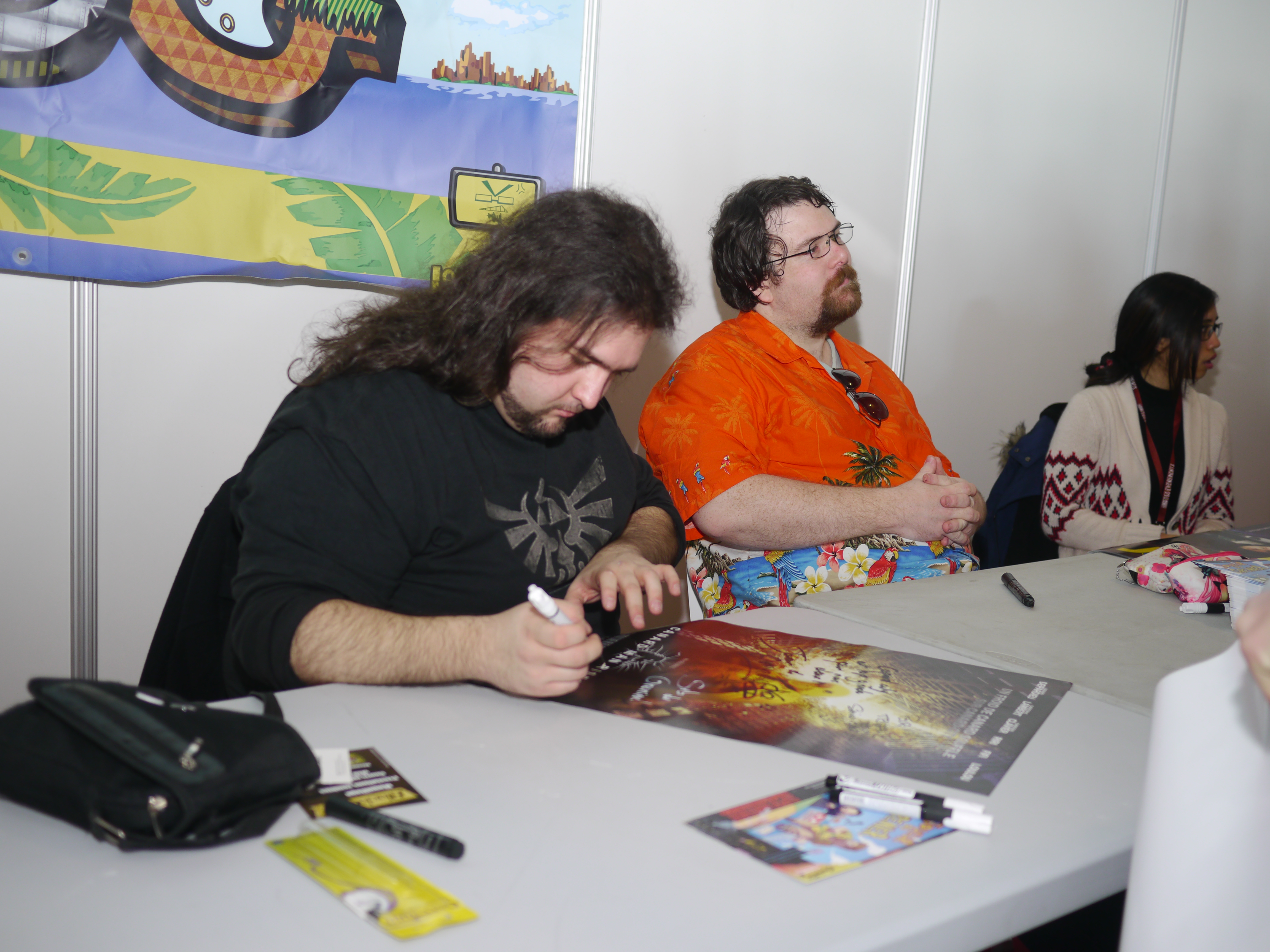
Fred et Seb lors du Monaco Game Show en 2013.

En septembre 2012, Frédéric Molas et Sébastien Rassiat quittent Perpignan et vont emménager à Fougères pour se rapprocher de Paris et d'autres producteurs de vidéo en ligne. En novembre 2013, ils fondent ainsi un groupement d'intérêt économique avec l'équipe de NESblog, qui comprend des vidéastes comme RealMyop (d), Cœurdevandale, Usul, Karim Debbache, et bien d'autres, et qui font de fréquentes apparitions dans leurs vidéos, afin d'engager un ingénieur du son, Nico,.

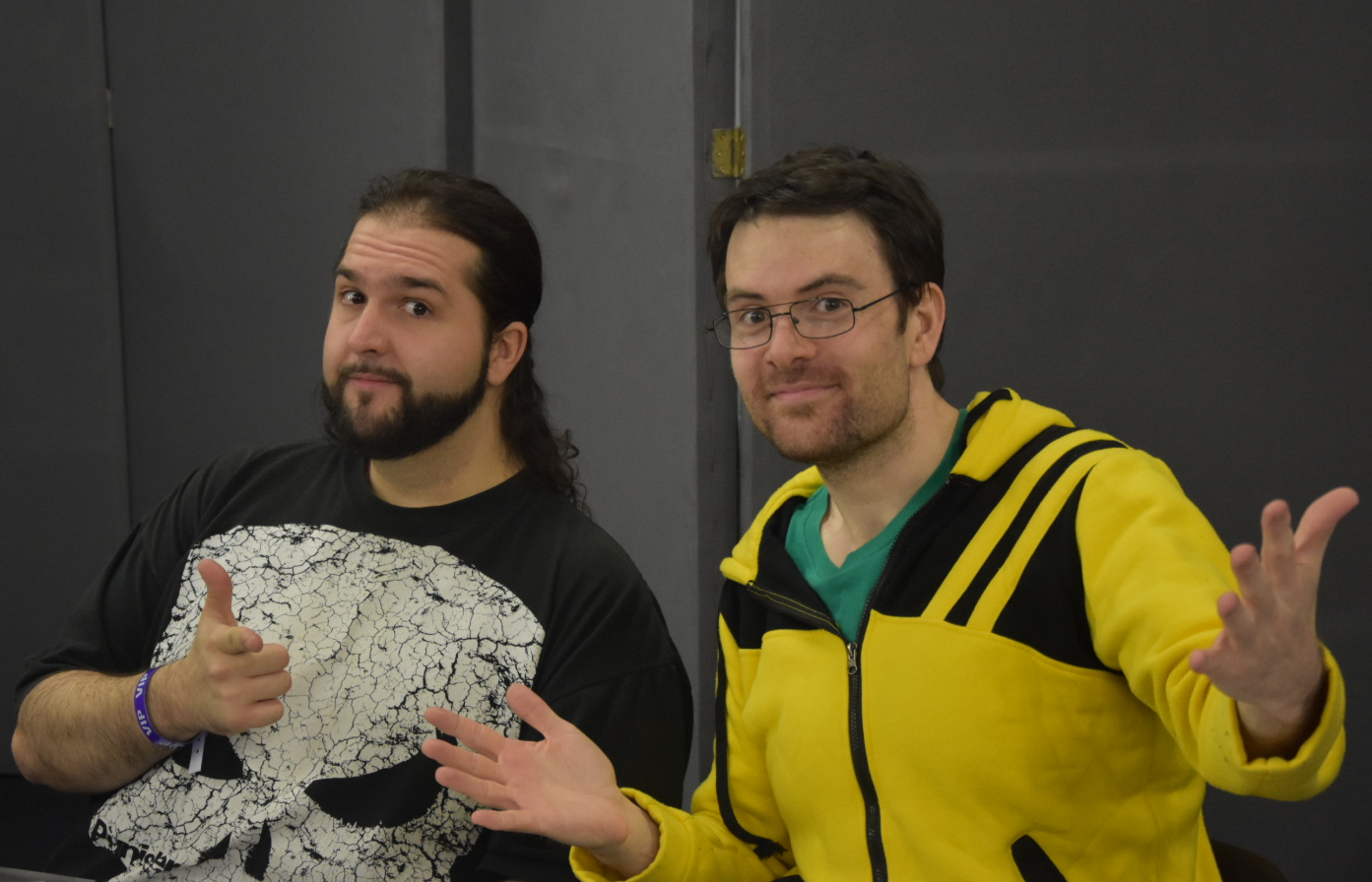
Sébastien Rassiat et Frédéric Molas au festival Polymanga, en 2017.

En 2013 et 2014, de nouveaux membres s'ajoutent à l'équipe et apparaissent comme figurants : Shun-Geek et Sorina Chan, chargées respectivement des costumes et des illustrations. Karim Debbache travaille sur l'écriture et la réalisation des épisodes, ; ce dernier quitte l'équipe en 2016 pour se consacrer à sa propre émission, Chroma, avant de la réintégrer en 2019. C'est également en 2019 qu'un cinquième membre rejoint l'équipe comme chargé de production, le SadPanda[source secondaire souhaitée],, avant la fermeture du site officiel au début 2021.

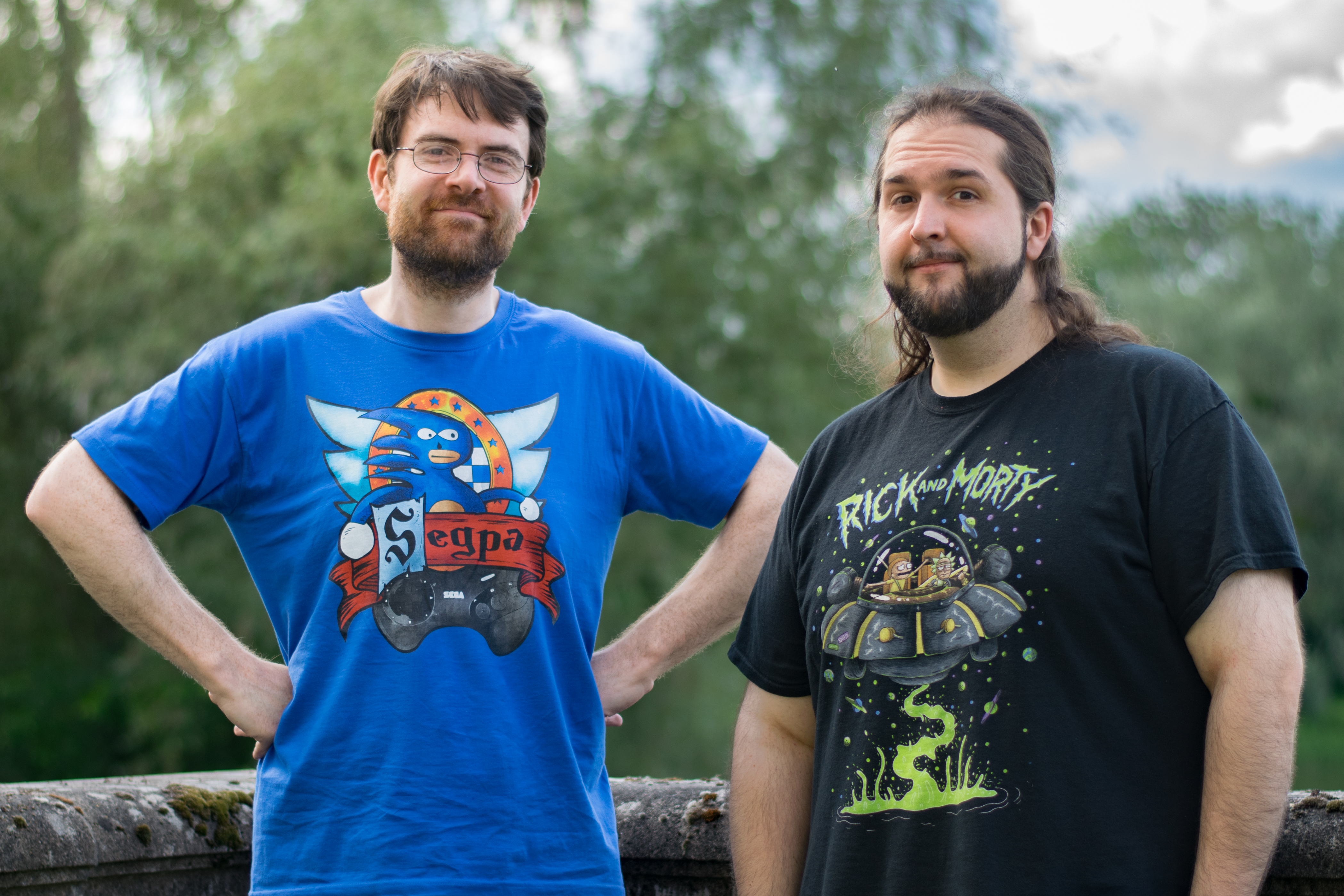
Frédéric Molas et Sébastien Rassiat lors des Geek Faëries, en juin 2018.

### Dixième anniversaire (depuis 2019)
En 2019, pour fêter le dixième anniversaire de l'émission, l'écriture d'un épisode spécial est lancée. Mais à la suite d'un report du tournage et d'autres retards, celui-ci débute le 3 août 2020 et a lieu dans toute l’Ille-et-Vilaine et l’Orne avant de s'achever à Paris le 22 août. L'épisode anniversaire devient l'épisode des onze ans.

## Autres projets

### Contenus sur le jeu vidéo

#### Chaîne YouTube secondaire Bazar du Grenier
Bien qu'elle ait été créée le 19 août 2014, la chaîne YouTube secondaire Bazar du Grenier est officiellement lancée le 28 avril 2015. Qualifiée de « chaîne fourre-tout du Grenier » par Alain Zind, elle propose principalement de la diffusion en flux, soit, « des rediffusions de live stream, des [vidéos] let's play, des revues de cinéma, une petite émission Jeux en Vrac, ainsi qu'une série Aventures […], une partie de jeu de rôle papier mis en scène ». La chaîne connaît un succès rapide : deux jours après son lancement officiel, elle rassemble 300 000 abonnés, et en 2020, 1,66 million.
La chaîne se distingue notamment par sa série de let's play narratifs, dans laquelle le jeu vidéo est utilisé comme support pour l'ajout d'un récit personnalisé. Selon Alain Zind, la scénarisation de ces let's play est une manière pour Joueur du Grenier de combler le manque de narration des jeux se déroulant dans un monde ouvert. Ainsi en 2015, Joueur du Grenier propose une partie de Civilization V imitant les codes de l'émission Le dessous des cartes sur Arte.

#### Chaîne Twitch
Depuis 2014, Frédéric Molas anime une chaîne Twitch, dans laquelle il diffuse du contenu en direct au moins trois fois par semaine.
En plus de vidéos let's play, il propose également des vidéos de réaction où il commente, avec sa communauté, des archives audiovisuelles comme d'anciens épisodes de l'émission Joueur du Grenier, ou des épisodes de dessins animés diffusés dans le Club Dorothée. Selon Vincent Bilem, ce type de contenu, qui s'appuie sur un dialogue à trois entre le vidéaste, son travail passé et les spectateurs, renforce la proximité entre le streamer et sa communauté, instaurant un climat propice à la confidence. Les vidéos de réaction, caractérisées par leur liberté de ton et de format, sont ainsi perçues comme plus authentiques par les spectateurs, et plébiscitées.

#### Émission Papy grenier
En septembre 2012 sort le premier épisode d'un nouveau concept : Papy grenier, posté sur la chaîne principale, qui fait plutôt l'éloge comique de grands jeux de la fin du XXe siècle. Contrairement à l'émission Joueur du grenier, Sébastien Rassiat n'apparaît pas dans la série Papy grenier. Le personnage principal éponyme, incarné par Frédéric Molas, est un grand-père sénile, qui partage ses souvenirs avec ses petits-enfants, en se mettant à la place d'un héros de jeu vidéo. Il raconte ainsi son histoire « comme s’il avait vécu ce qui se passait dans le jeu ». L'objectif est de mettre en exergue les aspects les plus absurdes du jeu vidéo parodié.

#### Émission AFK
En mars 2012, Frédéric Molas et Sébastien Rassiat créent avec le vidéaste Krayn le concept AFK, porté sur les MMO. Celui-ci n'aboutira finalement pas. En avril 2013, le concept de l'émission AFK revient sous une nouvelle forme, sous le nom de LFG - Looking for Games, diffusée en tant que chronique hebdomadaire sur Jeuxvideo.com. Le concept connaîtra une saison de plus, traitant principalement de l'actualité du MMO, Fred et Seb y seront en revanche moins présents. L'émission prend fin en juillet 2015.

#### Émission + ou - Geek
À partir de 2011, Frédéric Molas est avec Sébastien Rassiat l'un des six chroniqueurs de l'émission + ou - Geek, diffusée sur la chaîne locale Vosges Télévision et sur Dailymotion, puis sur Planète+ No Limit, et enfin sur L'Enorme TV. Ils sont en particulier chargés de présenter les jeux vidéo,. L'émission s'achève en juillet 2014.

### Bar L'Arcadia
Le 11 octobre 2023, Frédéric Molas et Sébastien Rassiat ouvrent leur bar à Fougères : L'Arcadia, nom donné en référence au vaisseau Arcadia dans Albator, le corsaire de l'espace. Les deux amis avaient déjà en tête la création d'un bar à thèmes pour pallier l'absence de ce type d'établissement dans le nord de la France.
Le bar se construit autour du thème de la piraterie, et non sur l'émission Joueur du Grenier. Ils expliquent leur choix en voulant un « thème intemporel » qui permettra à leur bar de vivre sans eux. En effet, ils ne voulaient pas que le bar soit associé à une émission qui puisse s'arrêter dans 20 ans. L'Arcadia est dirigé par Jessica Brichet, également assistante de production de l'émission.
En plus de servir des boissons, le bar permet également aux clients de profiter de jeux de société. Depuis son ouverture, l'Arcadia rencontre le succès et attire les familles comme les adolescents.

### Filmographie et doublage

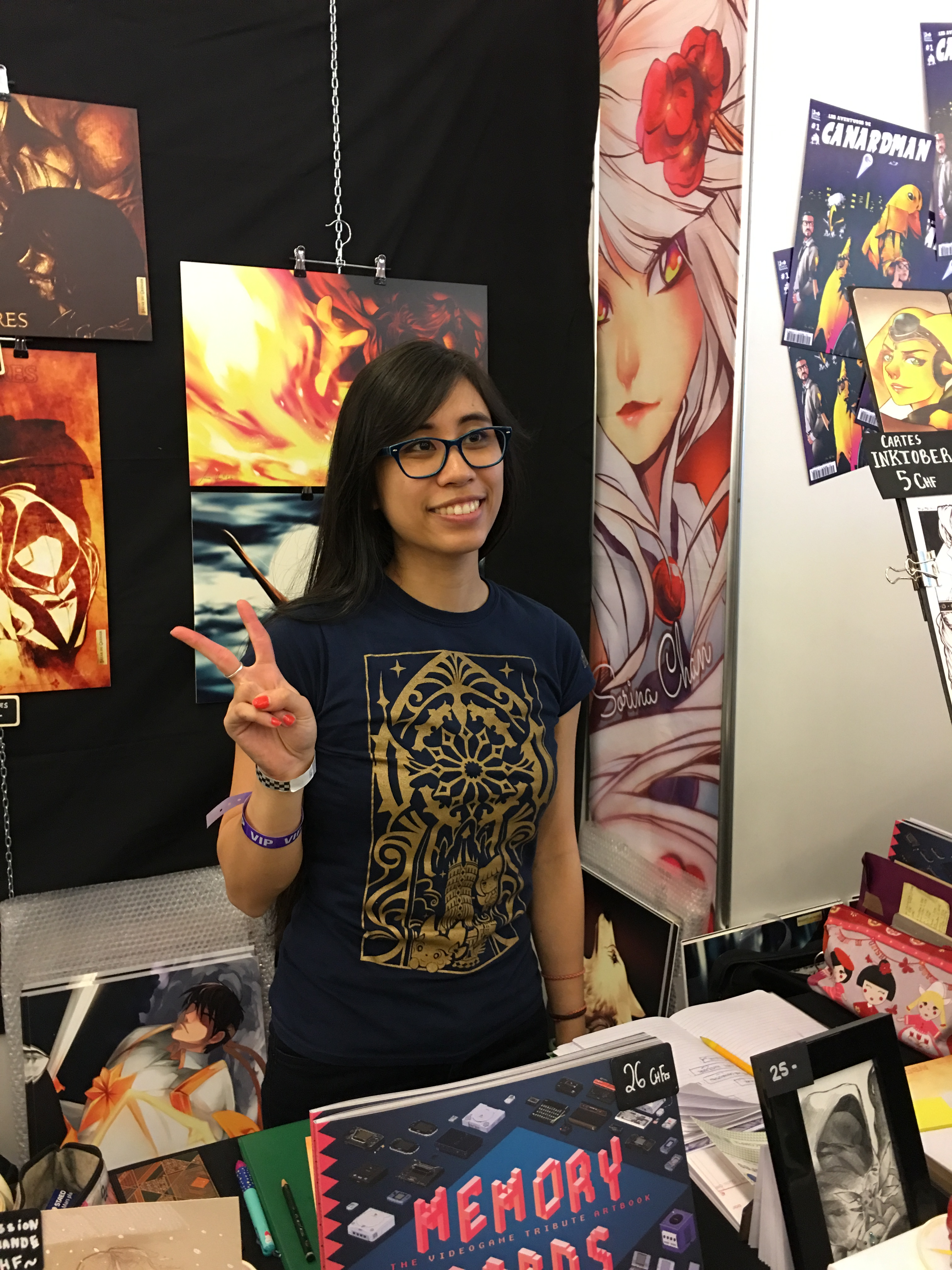
Sorina Chan, épouse de Frédéric Molas, illustratrice et actrice régulière de l'émission à Polymanga, en 2017.

#### Frédéric Molas

##### Acteur
| Année | Titre                                                                   | Rôle                                | Notes                                                                                                  |
| ----- | ----------------------------------------------------------------------- | ----------------------------------- | --- |
| 2011  | Point Culture sur les Jeux Video (avec le Joueur du Grenier et Sizefac) | lui-même                            | Deux premières parties de la vidéo en trois parties de LinksTheSun                                     |
| 2011  | Le Golden Show #2 - Les Chinois du Grenier                              | lui-même                            | |
| 2011  | L'antre du Mea : Les jeux Spider-Man (Troisième Partie)                 | caméo                               | |
| 2011  | Michel Vedette -Le Cruiser (clip vidéo)                                 | caméo                               | |
| 2012  | La soirée avant la fin de l'année de NESblog                            | lui-même                            | comporte une version parodique de JDG testant un bon jeu rétro, Aladdin sur Mega Drive                 |
| 2012  | Noob (saison 4, épisode 14)                                             | Chef des Vide Grenier               | Web-série                                                                                              |
| 2012  | Dusk                                                                    | Le prof de mathématiques            | Court métrage parodique de Twilight réalisé par LinksTheSun, en collaboration avec l' ESRA de Bretagne |
| 2012  | La Dernière Série avant la Fin du Monde                                 | L'humoriste virtuel                 | Série de Damien Maric                                                                                  |
| 2012  | NES Reproductions by Mike                                               | le joueur français                  | vidéo de Cinemassacre                                                                                  |
| 2013  | L'Antre du Mea : Pac-Man (partie 4)                                     | lui-même (caméo)                    | |
| 2013  | TOP 11 des Musiques Repompées dans le Jeu Vidéo                         | invité                              | |
| 2014  | Le Visiteur du futur (saison 4, épisode 1)                              | Le psychologue                      | |
| 2016  | La Cartouche                                                            | le gérant et vendeur du Retro Store | Court métrage de Cyprien Iov                                                                           |
| 2017  | Noob (film 3, saison 8)                                                 | L'Enfant de juron                   | |
| 2017  | SaturdayMan (saison 1, épisodes 1 et 2)                                 | DJ Attic                            | |
| 2018  | Disney et les 2000                                                      | Le psychologue                      | Vidéo de InThePanda                                                                                    |
| 2018  | Tarantino : surcoté ?                                                   | Le psychologue                      | Vidéo de InThePanda                                                                                    |
| 2018  | RAM (Robot Acteur Manager)                                              | Un technicien                       | Vidéo de Curry Club                                                                                    |
| 2019  | The Ouicheur                                                            | Yennefer                            | Diptyque, co-réalisé avec Benzaie                                                                      |
| 2019  | Le SIDA des Anneaux - HARD CORNER ft. JDG                               | Aragorn                             | Web-série de Benzaie                                                                                   |
| 2019  | Retro Game One (saison 7, épisode 27)                                   | La victime                          | |
| 2019  | L'histoire de Knuckles Ft. JDG                                          | lui-même                            | Web-série d'Edward                                                                                     |
| 2020  | Les jeux vidéos au Japon 🎮 (feat. @joueurdugrenier) de Louis-San       | lui-même                            | filmé dans le décor JDG                                                                                |
| 2022  | Le CLASH des youtubeurs                                                 | lui-même                            | Vidéo de Cyprien                                                                                       |
| 2023  | Mario et Luigi Superstar Saga Ft.@joueurdugrenier et @Feldup            | lui-même                            | Web-série d'Edward                                                                                     |
| 2023  | Overcooked avec @joueurdugrenier et @Sheshounet                         | lui-même                            | Web-série d'Edward                                                                                     |
| 2023  | LE MASHUP DES JEUX VIDEO                                                | Professeur Layton                   | Vidéo de Cyprien                                                                                       |
| 2023  | Le SAV d'internet (TikTok, X, …)                                        | lui-même                            | Vidéo de Cyprien                                                                                       |

##### Doublage
| Année | Titre                                      | Rôle                                               | Notes                                   |
| ----- | ------------------------------------------ | -------------------------------------------------- | --------------------------------------- |
| 2015  | Les Starbarbares (épisode 2)               | Guerriers de Pangaïa (voix française)              | Web-série d'animation d'Harry Partridge |
| 2020  | StarFlint: The Black Hole Prophecy         | Valentin                                           | Jeu vidéo                               |
| 2023  | Donjons et Dragons : L'Honneur des voleurs | Stanhard Grimwulf (Philip Brodie) (voix française) | Film                                    |

#### Sébastien Rassiat

##### Acteur
| Année | Titre                                                                                     | Rôle                                | Notes                             |
| ----- | ----------------------------------------------------------------------------------------- | ----------------------------------- | --------------------------------- |
| 2012  | La soirée avant la fin de l'année de NESblog                                              | lui-même                            |                                   |
| 2012  | Noob (saison 4, épisode 14)                                                               | Conseiller du chef des Vide Grenier | Web-série                         |
| 2013  | TOP 11 des Musiques Repompées dans le Jeu Vidéo                                           | invité                              |                                   |
| 2015  | L'Antre du Mea : Les Jeux Tortues NINJA 1/3                                               | lui-même                            |                                   |
| 2017  | Noob (film 3, saison 8)                                                                   | Le vieux sage                       |                                   |
| 2018  | RAM (Robot Acteur Manager)                                                                | Stan                                | Vidéo du Curry Club               |
| 2019  | The Ouicheur                                                                              | Geralt de Riv (âgé)                 | Diptyque, co-réalisé avec Benzaie |
| 2019  | Le SIDA des Anneaux - HARD CORNER ft. JDG                                                 | Gandalf                             | web-série de Benzaie              |
| 2019  | Retro Game One (saison 7, épisode 27)                                                     | Le « serial gamer »                 |                                   |
| 2020  | Les jeux vidéos au Japon 🎮 (feat. @joueurdugrenier ) de Louis-San                        | lui-même                            | filmé dans le décor JDG           |
| 2021  | Brocéliande                                                                               | Maître Bien-Assez                   | Web-série                         |
| 2022  | HARD CORNER - L'ANIME le HOBBIT à Papa (1977)                                             | Gandalf                             | web-série de Benzaie              |
| 2023  | Mario et Luigi Superstar Saga Ft.@joueurdugrenier et @Feldup                              | lui-même                            | Web-série d'Edward                |
| 2023  | Overcooked avec @joueurdugrenier et @Sheshounet                                           | lui-même                            | Web-série d'Edward                |
| 2023  | La Fan Fiction (Court métrage ft. @Aminematue @inoxtag @Michou @Djilsi et plein d'autres) | Vieux conteur                       | Vidéo de RebeuDeter               |

##### Doublage
| Année | Titre                                      | Rôle                                          | Notes                                   |
| ----- | ------------------------------------------ | --------------------------------------------- | --------------------------------------- |
| 2014  | Les Starbarbares (épisode 1)               | Sayad le sorcier (voix française)             | Web-série d'animation d'Harry Partridge |
| 2014  | Les Starbarbares (épisode 1.5)             | Trinosaure (voix française)                   | Web-série d'animation d'Harry Partridge |
| 2015  | Les Starbarbares (épisode 2)               | Les Éternoïdes (voix française)               | Web-série d'animation d'Harry Partridge |
| 2019  | Les Starbarbares (épisode 3)               | Les Éternoïdes (voix française)               | Web-série d'animation d'Harry Partridge |
| 2020  | StarFlint: The Black Hole Prophecy         | Anderson                                      | Jeu vidéo                               |
| 2022  | Le Hard Corner Z                           | Gandalf                                       | Vidéo de Benzaie                        |
| 2023  | Donjons et Dragons : L'Honneur des voleurs | Toke Horgath (Richie Wilson) (voix française) | Film                                    |

## Participations

### Conventions et salons
Frédéric Molas est l'un des invités de la quatrième édition du Toulouse Game Show en novembre 2010, dont il est depuis un invité récurrent, devenant même la tête d'affiche du salon en 2019. Fred est aussi invité au festival JapaNîmes en juin 2012,.
Fred est également présent au Japan Tours Festival qui se déroule au Vinci, à Tours, à partir de 2015.
Frédéric Molas organise avec Benzaie le Quiz du Grenier lors du second jour de la TwitchCon 2023.

### Évènements caritatifs
En 2019, Frédéric Molas participe à la troisième édition du ZEvent, un événement caritatif ayant permis de récolter 3 509 878 € pour financer les recherches de l'Institut Pasteur. Il renouvelle sa participation lors de l'édition 2020, qui rapporte la somme de 5 724 377 € au profit d'Amnesty International, puis lors de l'édition 2021 qui récolte la somme de 10 064 480 € au profit d'Action contre la faim, et enfin l'édition 2024 qui récolte 10 145 881 € au profil du Secours populaire français, de Cop1 - Solidarités Étudiantes, des Bureaux du Cœur, de Solidarité Paysans et de Chapitre 2.

### Autres participations
Frédéric Molas est apparu dans la minute de silence de SUPER CRAYON par Mathieu Sommet avec plusieurs autres vidéastes en hommage aux victimes de l'attentat contre Charlie Hebdo[pertinence contestée].
Fred et Seb sont apparus à plusieurs reprises dans l'émission « le défi du challenge » sur YouTube[source secondaire souhaitée].
Frédéric Molas apparaît dans plusieurs émissions de Game of Rôles, une émission de jeu de rôle diffusée sur Twitch, notamment dans la série d'émissions les Deux Tours diffusée en 2022 à l'occasion de l'élection présidentielle française.

## Réception et audience
L'univers à l'humour geek et absurde donne à l'émission une grande popularité chez les jeunes adultes amateurs de culture populaire. Elle est considérée comme une figure emblématique du web francophone. Ainsi, dans une enquête menée en 2018 par les universitaires Ugo Roux et Noémie Roques auprès de joueurs de rôle sur table français et canadiens, l'émission Aventures sur la chaîne Bazar du Grenier est la série la plus citée par les répondants parmi celles leur ayant fait découvrir le jeu de rôle papier. La notoriété de l'émission Joueur du grenier fut précoce : en 2010, un épisode consacré à Téléchat avait participé à diffuser auprès du grand public l'idée selon laquelle la série télévisée aurait traumatisé une partie de ses spectateurs.
Le public de l'émission Joueur du Grenier est en grande partie jeune et masculin : en 2013, 60 % des abonnés à la chaîne ont entre 14 et 17 ans. En 2015, la majorité des spectateurs de l'émission sont des jeunes entre 18 et 24 ans. Toutefois, le public vieillit avec l'émission : en 2022, les plus jeunes ne représentent plus que 2 % des abonnés à la chaîne Joueur du Grenier, ces derniers se détournant de YouTube au profit de TikTok, et en 2024, les jeunes parents actifs représentent l'audience majoritaire de l'émission.

## Salaire et rémunérations
Au début de l'émission, la chaîne ne générait aucune rémunération, malgré les millions de vues, mais Joueur du grenier souhaita développer le marchandisage, et notamment la vente de DVD avec bonus, de t-shirts ou de goodies, afin de dégager un revenu. Depuis 2012, ils réussissent à vivre de leurs vidéos en les monétisant via le network Melberries,.
La chaîne YouTube Joueur du Grenier dégageant des revenus, la société à responsabilité limitée JDG Prod est créée le 1er mars 2012,. Frédéric Molas et Sébastien Rassiat en sont tous deux codirigeants. En 2013, la publicité sur Youtube leur rapporte chacun 1500 euros net par mois, puis en 2015, 2000 euros. En 2024, Joueur du Grenier affirme que la rémunération à hauteur du nombre de vues n'est plus suffisante pour couvrir les frais de production des épisodes de l'émission, et que les placements de produit sont nécessaires.

## Produits dérivés

### Bandes dessinées
Une série de bandes dessinées réalisée par le dessinateur Piratesourcil est publiée à partir d'octobre 2012. C'est une BD humoristique qui met en scène des versions enfantines de l'équipe Joueur du Grenier, RealMyope, CoeurdeVandale, Usul, Antoine Daniel et Sorina-Chan dans les années 90. Le premier volume est sorti le 25 octobre 2012 et édité chez Hugo et compagnie via la filiale HugoBD,,, le second le 19 septembre 2013, et le troisième le 4 septembre 2014. Un quatrième tome sort le 3 septembre 2015. La BD est destinée au grand public, même ceux qui ne connaissent pas Joueur du Grenier.
Si le premier tome a rencontré un petit succès, avec 25 000 exemplaires vendus, les trois numéros suivants ont vu leurs ventes chuter : le deuxième tome s'est écoulé à 15 000 exemplaires, le troisième, 10 000, et le quatrième et dernier, 7000.

### DVD
En juin 2012, un DVD du Joueur du Grenier est vendu avec un hors-série du magazine Kultur Pop, contenant les dix premiers épisodes, une interview, des épisodes commentés et un épisode inédit.
La maison d'édition Omaké Books et Joueur du Grenier s'associent pour sortir les épisodes sous la forme de fan book contenant, en plus de la série de tests des épisodes commentés, des vidéos bonus ainsi qu'une interview des deux protagonistes. Le premier volume est sorti le 8 juillet 2015, le second le 16 novembre 2015, le troisième le 16 juin 2016, le quatrième le 10 mai 2017, et le cinquième le 4 juillet 2019.